# Daniel Tallineau
Daniel Tallineau (né le 6 mai 1959 à La Rochelle en Charente-Maritime) est un joueur de football français, qui évoluait au poste de défenseur.

## Biographie
Daniel Tallineau commence sa carrière aux Girondins de Bordeaux. Il joue ensuite en faveur de l'Olympique de Marseille et de l'US Dunkerque. Il termine sa carrière dans les clubs amateurs de Cholet et Muret.
Il dispute huit matchs en Division 1 et 35 matchs en Division 2, sans inscrire de but.